# بریاستوو
بریاستوو (به لاتین: Bryastovo) یک منطقهٔ مسکونی در بلغارستان است که در شهرستان مینرالنی بانی واقع شده‌است.